# Survivor Series (1991)
Survivor Series (1991) — щорічне pay-per-view шоу «Survivor Series», що проводиться федерацією реслінгу WWE. Шоу відбулося 27 листопада 1991 року в Джо-Луїс-арена у Детройт, Мічиган, (США). Це було 5 шоу в історії «Survivor Series». 5 матчів відбулися під час шоу та ще один перед показом.